# Hanna Winsnes
Pour les articles homonymes, voir Winsnes.
Hanna Olava Winsnes, née le 29 août 1789 à Drammen (Norvège) et morte le 19 octobre 1872 à Vang (Norvège), est une femme de lettres norvégienne. Elle est reconnue à son époque pour avoir tenté de professionnaliser les femmes aux foyer mais on se souvient surtout d'elle pour ses livres de cuisine.

## Biographie
Plus jeune des quatre enfants du maire Jens Henrich Strøm (1729-1800) et de sa femme, Karen Tyrholm Plathe (1755-1805), elle perd son père jeune et déménage avec sa famille à Copenhague. Enfant, elle écrit de longues histoires et met en musique ses propres vers de poésie. Orpheline à 15 ans en 1805, elle part vivre avec sa sœur Petronelle Kirkgaard – épouse d'un riche commerçant – et y reste jusqu'à son mariage avec le prêtre Paul Winsnes en 1817 avec qui elle repart en Norvège.
Très religieuse, elle ne reçoit aucune éducation formelle et se forme au gré des lectures qui lui tombent sous la main : des écrits religieux, des fictions et même des publications professionnelles. L'influence des Lumières marque aussi ses écrits.
Hanna Winsnes publie ses ouvrages dans les années 1840 sous le pseudonyme masculin de Hugo Schwart, notamment des histoires qui s'intéressent à la vie rurale et au dialecte de l'Østlandet. Il était en effet mal vu qu'une femme de pasteur écrive des histoires populaires à l'époque. Une partie de ses textes sont publiés dans le magazine Nat og Dag. Dans ces textes se ressent l'influence de Johann Wolfgang von Goethe, Samuel Richardson ou encore Walter Scott. Ils sont également considérés comme des précurseurs du roman éducatif bourgeois dans son pays, de par leur représentation de la vie quotidienne de la classe moyenne.
Sous son nom propre, elle publie un célèbre livre pour enfants, Afternerne på Egelund en 1852, une collection de contes de fées pour filles. Il est réédité plusieurs fois jusqu'en 1923. Elle écrit également des livres de catéchisme et une histoire biblique en vers.
En 1845, elle publie son ouvrage le plus connu, Laerebog i de forskjellige grene af husholdningen, devenu un grand classique de la cuisine en Norvège et réédité 13 fois jusqu'en 1921. La dernière édition date des années 2000. L'ouvrage donne des recettes et des conseils pour les femmes au foyer dans une grande ferme, allant de l'élevage jusqu'au moulage des bougies et souligne l'importance de la propreté du foyer et de la bonne utilisation des matières premières disponibles. Elle considère en effet que les filles ne sont pas assez éduquées pour faire face aux responsabilités qui incombent à une femme pour diriger une maison.
Elle est une pionnière des livres de cuisine et dans sa contribution à faire de l'économie domestique une occupation professionnelle pour les femmes au XIXe siècle.
Autrice de Grevens datter, un roman qui prend parti pour la Constitution de la Norvège qu'elle considère comme plus démocratique que celle du Danemark, elle voit son livre être interdit au Danemark. Sa nouvelle Præsten i Särne est également interdite au Danemark car elle y critique la monarchie absolue.
Le recueil Smaa-Digte publié en 1848, est le premier livre écrit par une femme à être chroniqué dans le Norsk Tidsskrift for Videnskab og Litteratur. La nouvelle « Præstedatteren i Elverum. En Idyl i fire Sange. Skrevet 1830 » qui en est issue peut être comparée aux idylles de l'autrice suédoise Anna Maria Lenngren.

## Hommages
Sa petite-fille, Barbra Ring publie le recueil de ses lettres en 1911 sous le titre Fra Hanna Winsnes' prestegaard puis une biographie d'elle For hundrede aar siden. Hanna Winsnes og hendes en 1924.
Un timbre à son effigie est édité par la Poste norvégienne en 1989.

## Œuvres
- Catechismi fem Parter, udsatte i Vers, 1831
- Grevens Datter, 1841
- Det første Skridt , 1844
- Bibelhistorien udsat paa Vers, 1845
- Lærebog i de forskjellige Grene af Huusholdningen, 1845
- Gaader med hosføiet Opløsning, 1845
- Smaa-Digte, 1848
- Væver-Bog, eller Underviisning i Dreiels- og Mønstervævning med simple Væverstole, 1850
- For Tjenestepiger. Til Nytte og Fornøielse, 1851
- Aftnerne på Egelund, pikebok, 1852
- For fattige husmødre, 1857
- Husholdningsbog for tarvelige Familier i By og Bygd, 1862
- Til Jul. To Smaastykker, 1869
- Om husjomfruer, utg. posthumt av Maren Winsnes, 1877